# Thunfiskeri paa Sjællands Odde
|  | Denne artikel er oprettet af botten Steenthbot ud fra en ekstern database. Den kan derfor have sproglige fejl eller mangler. Denne skabelon kan fjernes efter kontrol af indholdet. |

Thunfiskeri paa Sjællands Odde er en dansk dokumentarisk optagelse.

## Handling
Tunfisken præsenteres med sine markante rygfinner og øjelinse som en ædelsten. Dens hjerte er trekantet. Sportsfiskerne fisker med stang og en tynd line. Ved daggry går fiskerne ud for at røgte deres garn, hvorom tunfiskene samler sig - lystbådene følger i deres kølvand, bl.a. den skotske sportsfisker William Ramsay. Tunen lokkes til med sild, og på et tidspunkt kastes krogen ud. Kampen med fisken kan vare i timevis. Når den er landet hejses flaget - det betyder "Thun om Bord". Rekorden for fangst på tynd line er en fisk på 319 kg. En tun på 185 kg hejses i land. Erhvervsfiskeren går til sagen på en helt anden måde. Han kører fisken træt og skyder den. Den største fisk, der hidtil er fanget på Odden vejede 340 kg.